# Zuilvisserij
Zuilvisserij was, eind 18e, begin 19e eeuw, een der zeevisserijen, uitgeoefend vrij dicht onder de Noordzeekust. De benaming maakte in later jaren plaats voor de meer algemene omschrijving schrobvisserij. Het ging om een sleepnetvisserij waarbij het bezeilde vissersvaartuig, al voor de wind zeilend, achter zich een tweetal sleepnetten voorttrok. Deze wijze van visserij werd voornamelijk uitgeoefend vanuit de kustdorpen aan/langs De Zijde. Na de komst van de scheepsmotoren en de verbetering en/of aanpassing van de diverse visserijtechnieken verwisselde deze visserij van vorm en toepassing.

## Materiaal
Het net waarmee werd gevist — het zogeheten zuil- of schrobnet — was trechtervormig. Het was ± 13 meter lang en het liep uit in een van sterk garen gebreide zak die men de 'kuil' noemde. Bij zijn opening was het zuilnet omstreeks 8 meter breed en ¾ meter diep. Het werd opengehouden door middel van een zogeheten zuil- of korboom; dit was een met ijzer verzwaarde houten boom ter lengte van de in de breedte gemeten opening van het net, dus 8 meter. Aan de beide uiteinden van de boom waren ijzeren zijstukken bevestigd, die 'hoofden' of 'slepers' waren genaamd. Men zou zich hierbij de lopers of glijders van een slee kunnen voorstellen. In de ogen, voorkomend aan de bovenkant van de hoofden of glijders, werden de uiteinden van de bovenlijn van het net bevestigd. De onderste gaten waren bestemd voor de in een bocht hangende onderlijn van het net. Deze lijn was met stukken lood en ijzer verzwaard om de onderzijde van het net tegen de grond te houden en ze was 'loodpees' genaamd.
De mazen van de kuil waren iets groter dan die van een haringnet terwijl de mazen van het voornet een bijna twee keer zo grote wijdte hadden als die van zijn kuil. Twee lijnen, elk 11 vadem lang en 'sprenkels' geheten, verbonden het net met een lange vislijn naar het schip; deze had een lengte van 90 vaam. Een vadem is 1,698 meter. De kuil was aan het eind dichtgebonden met een touw; men kon door middel van dit touw de kuil opentrekken wanneer deze binnenboord was gehesen. Aldus kon men de inhoud van het net op het dek storten. De onderzijde van het net, die bij het slepen over de bodem veel te lijden had, werd bekleed met stukken oud net of zeildoek of iets dergelijks. Het schrobnet werd van hennep vervaardigd, de kuil bij voorkeur van manilla.

## Beoogde vangsten en schepen
De vissoorten die het met name betrof waren schol en schar. De gevangen vis werd vers aan het strand aangevoerd en ze was zowel bestemd voor de directe levering via  viskopers aan de consument als voor de plaatselijke drogerijen die de vis droogden voor een latere doorverkoop naar het buitenland. De in gebruik zijnde vissersvaartuigen waren de pinken en later de bomschuiten. Deze, indertijd nog slechts bezeilde, schepen waren zodanig gebouwd  dat ze door hun een platte bodem op het strand konden aanlanden. Een dergelijke visserij, beoefend door de bewoners van de vissersdorpen aan De Zijde, wordt al vermeld in het 16de-eeuwse Visboeck van Adriaen Coenen, evenwel zonder vermelding van enigerlei naam daarvoor. Blijkbaar is de naam zuilvisserij in de loop van de 18de eeuw ontstaan.

## Techniek van de visserij
Het vistuig werd op het dek bewaard. Het uitzetten, in de goede stand met de loodpees naar onderen, vroeg om veel vakmanschap. Vanwege het grote gewicht van een net en door de weerstand die het net bij het slepen over de zeebodem ondervond, kon de visserij slechts vóór het tij en uiteraard met gunstige wind plaatshebben. Men viste bij de uitoefening van deze visserij met twee netten die na elkaar overboord werden gezet. De netten werden als het ware uitgedreven, dat wil zeggen zonder vaart in het schip te hebben. Ook de auteur Petrejus vertelt in zijn boek dat steeds met twee netten tegelijk werd gevist, waarbij het ene op het voor- en het andere op het achterschip werd vastgezet. Men zette eerst het voornet uit, nam vervolgens een uitzetboom, zette de vislijn daarop vast en duwde het uiteinde van de boom zo ver mogelijk buitenboord. Daarna volgde vanaf het achterschip het tweede net.
Als de netten eenmaal waren uitgezet dan zeilde men scherp bij de wind en schrobde alles langs de grond op wat voor de wind afkwam en zich voor de opening van de netten bevond. Het schip gaf zelf het teken dat er vis in de netten aanwezig was door een wat moeizamere of tragere werking en wending. Bij het binnenhalen van het vistuig werd de lijn waaraan het net was verbonden binnengetrokken door middel van de spil. Deze werd door rondlopende spillopers met handkracht bediend. Was een net tot bij het schip gekomen dan werd het door middel van een aan de mast bevestigde takel opgehaald. Door aan het kuiltouw te trekken viel de kuil open en werd de inhoud vervolgens op het dek uitgestort. Als het net te vol was om het op deze wijze te ledigen dan liet men het naast het schip hangen. Men gebruikte dan een schepnet aan een stok om het net leeg te scheppen.

## Onvrede
- In de 16e en 17e eeuw was het gebruik van verzwaarde sleepnetten een heikele kwestie. Tussen voor- en tegenstanders woedde in die jaren een langdurige strijd over de vraag of de visserij op platvis als schol en schar wél of niet werd geruïneerd door het gebruik van verzwaarde zuil- of schrobnetten. Het kustdorp Wijk aan Zee kende bijvoorbeeld rond 1678 langere tijd een heftige discussie tussen twee groepen vissers die in de geschiedenis als de 'schrobbers' en de 'scholders' bekendstaan. In een Haagse gerenoveerde Keur van 1775 en in twee latere wetten uit de jaren 1810 en 1820 komt met betrekking tot de Scheveningse schrobvisserij niet de problematiek naar voren zoals deze bovenstaand is beschreven.

Dit sluit aan op de conclusie van de auteur mr.A. Beaujon die destijds in zijn naslagwerk een verhandeling gaf over onder meer de Noordzeevisserij. Aan het eind ervan merkt hij op dat in later tijden — gedurende de Republiek en erna —  de (verzwaarde) schrobnetvisserij bij de kustvisserij niet meer was verboden of werd belemmerd.